# كيكوال كثيف الزهر
كيكوال كثيف الزهر (الاسم العلمي:Quisqualis densiflora) هي نوع نباتي يتبع جنس الكيكوال من الفصيلة القمبريطية. 